# Дильк, Чарльз Вентворт (1789—1864)
Чарльз Вентворт Дильк (англ. Sir Charles Wentworth Dilke; 8 декабря 1789, Великобритания — 10 августа 1864, Великобритания) — британский редактор, издатель, литературный критик.
В течение многих лет служил в финансовой части ВМФ Великобритании, после чего ушёл в отставку, с 1830 года посвятил себя литературной деятельности.
На почве близких литературных и либеральных взглядов подружился с Джоном Китсом и Ли Хантом, издателем журнала «Экзаминер».
В 1829 году стал владельцем и редактором литературного и художественно-критического журнала «Athenaeum» — журнал под его руководством стал одним из самых известных журналов Англии, влияние которого в литературном мире Лондона значительно выросло.
В 1846 году ушёл из редакции «Атенеума» и возглавил газету «The Daily News» (1846—1849). После него главным редактором «Daily News» стал Чарльз Диккенс.
Одновременно с редакторской работой занимался литературно-историческими исследованиями, особенно поэзии Александра Поупа, работ Эдмунда Берка, Юния.
Его внук Чарльз-Вентворт Дильк, 2-й баронет, политик и член парламента, в 1875 году издал его сочинения под названием «Документы критика».
Похоронен на кладбище Кенсал-Грин.